# Asa (Nigeria)
Asa è una delle sedici aree a governo locale (local government areas) in cui è suddiviso lo stato di Kwara, in Nigeria. Estesa su una superficie di 1.286 km², conta una popolazione di 126.435 abitanti.